# بخش افولترن
بخش افولترن یکی از بخشهای کانتون زوریخ  در کشور سوئیس است.